# El viaje a ninguna parte
Pour plus de détails, voir Fiche technique et Distribution.
El viaje a ninguna parte (littéralement « le voyage vers nulle part ») est une comédie dramatique espagnole réalisée par Fernando Fernán Gómez, sortie en 1986, récompensée par les prix Goya du meilleur film, meilleur réalisateur et  meilleur scénario adapté.

## Synopsis
Castille, années 1940, l'après-guerre. Entre amours et désamours, illusions et frustrations, une troupe de comédiens ambulants vit la fin d'une époque.

## Fiche technique
- Réalisation : Fernando Fernán Gómez
- Scénario : Fernando Fernán Gómez d'après son roman
- Photographie : José Luis Alcaine
- Musique : Pedro Iturralde
- Pays d'origine :  Espagne
- Durée : 134 minutes
- Dates de sortie :
  - Festival de Saint-Sébastien : 17 septembre 1986
  - Espagne : 15 octobre 1986

## Distribution
- José Sacristán : Carlos Galván
- Juan Diego : Sergio Maldonado
- Fernando Fernán Gómez : don Arturo
- Laura del Sol : Juanita Plaza
- María Luisa Ponte : Julia Iniesta
- Gabino Diego : Carlos Piñeiro